# Malå-Storforsen
Malå-Storforsen este o arie protejată (arie specială de conservare — SAC, sit de importanță comunitară — SCI) din Suedia întinsă pe o suprafață de 69,3 ha, integral pe uscat.

## Localizare
Centrul sitului Malå-Storforsen este situat la coordonatele 65°04′49″N 19°08′09″E / 65.0802°N 19.1358°E.

## Înființare
Situl Malå-Storforsen a fost declarat sit de importanță comunitară în ianuarie 1998 pentru a proteja 1 specie de plante și 2 specii de animale. Situl a fost protejat și ca arie specială de conservare în martie 2011.

## Biodiversitate
Situată în ecoregiunea boreală, aria protejată conține 3 habitate naturale: Cursuri de apă de la nivel de câmpie la nivel montan, cu vegetație Ranunculion fluitantis și Callitricho-Batrachion, Taiga vestică, Mlaștini turboase de tranziție și turbării mișcătoare.
La baza desemnării sitului se află mai multe specii protejate:
- plante (1): Calypso bulbosa
- nevertebrate (1): Margaritifera margaritifera
- pești (1): zglăvoacă (Cottus gobio)